# Charpentieria diodon
Charpentieria diodon es una especie de molusco gasterópodo de la familia Clausiliidae en el orden de los Stylommatophora.
pico

## Distribución geográfica
Se encuentra en Italia y Suiza.